# サンホセ鉱山
サンホセ鉱山（サンホセこうざん、スペイン語: Mina San José）とは、チリアタカマ州コピアポ付近にある銅・金を産出する小規模な鉱山である。鉱山労働者33人が地下700メートル (2,300 ft)に閉じ込められた2010年の落盤事故で有名である。この鉱山の坑道は垂直な鉱山シャフトではなく、螺旋状に（図では10回ターン）1本道で地下深くに伸びていた。

## 歴史

鉱山のレイアウト図

サンホセ鉱山はコピアポの南西45kmにある。1889年に操業が開始された。1957年、ハンガリー人移民の Jorge Kemeny Letay がサン・エステバン鉱業社（スペイン語: Compañía Minera San Esteban）を設立した。
Terraによると、この鉱山の年間売上高は2000万ドルを越えていた。
この鉱山では2003年と2010年の間に事故が数回発生し最低でも3人が死亡した。2007年には地質学者1人がこの炭鉱で死亡し閉鎖につながった。2008年5月、SERNAGEOMIN – Servicio Nacional de Geología y Minería（国立地質鉱業調査所）により再開された。2010年7月には、鉱山労働者のジーノ·コルテス (Gino Cortés) が事故で片足を失っている。

### 2010年の事故
サン・エステバン鉱業社 (Compañía Minera San Esteban) は国家当局に、落盤事故が2010年8月5日の14時00分（現地時間）に発生し翌日に救助活動が開始されたと報告した。緊急災害対策庁はその日のうちに閉じ込められるか死亡した可能性がある33人の鉱山労働者のリストを報告し、その中には引退したサッカー選手のフランクリン・ロボスやボリビア人鉱山労働者のカルロス・ママニが含まれていた。これらの鉱山労働者は17日後の8月22日に生存が確認された。それにもかかわらず、落盤から69日後の2010年10月13日になって初めて鉱山労働者のフロレンシオ・アバロスが救出された。
サンホセはサン・エステバン鉱業社が所有する唯一の炭鉱である。チリのセバスティアン・ピニェラ大統領は10月12日に「事故を起こした鉱山は労働者の生命と尊厳を守る安全対策が実施されるまで閉鎖される予定である」と発言した。サン・エステバンは鉱山労働者の救出後から破産を検討し、事故から1年以内に倒産した。